# Syneuodynerus longebispinosus
Syneuodynerus longebispinosus är en stekelart som först beskrevs av Giordani Soika 1961.  Syneuodynerus longebispinosus ingår i släktet Syneuodynerus och familjen Eumenidae. Inga underarter finns listade i Catalogue of Life.